# Ad-Darwiszijja
Ad-Darwiszijja (arab. الدرويشية) – wieś w Syrii, w muhafazie Aleppo, w dystrykcie Afrin. W 2004 roku liczyła 282 mieszkańców.